# American Indian Movement
El American Indian Movement o AIM (lit. «movimiento indígena estadounidense») fue una organización de derechos civiles de los Estados Unidos fundada en 1968, creada originalmente para ayudar a los desplazados indígenas de las ciudades, mediante programas gubernamentales.
Con la explosión contemporánea de los Panteras Negras, y las organizaciones inspiradas en ella (Boinas, Cafés, el Partido de los guardias Rojos, etc.) utilizaron la estructura y modo de acción de los primeros, combinándolas con elementos tradicionales de la lucha aborigen. 
Con el tiempo se esmeró en ampliar sus esfuerzos por respaldar demandas en favor de la independencia económica, la autonomía sobre las áreas tribales, la restauración de tierras ilegalmente confiscadas y la protección de los derechos legales y la cultura tradicional de los indígenas. Algunas de sus actividades de protesta se vieron envueltas en la violencia, siendo anunciadas a los cuatro vientos. 
Las disputas internas y el encarcelamiento de algunos de sus líderes, dieron como resultado la disolución de su liderazgo nacional en 1978, aunque los gremios locales han continuado con su función.